# Parafia św. Katarzyny Aleksandryjskiej w Dobrzyniu
Parafia pw. św. Katarzyny Aleksandryjskiej w Golubiu-Dobrzyniu – parafia rzymskokatolicka należąca do dekanatu dobrzyńskiego nad Drwęcą, diecezji płockiej, metropolii warszawskiej. Obejmuje swoim zasięgiem jedną z dzielnic miasta Golub-Dobrzyń – Dobrzyń nad Drwęcą.

## Historia parafii
Została erygowana w 1909. Od 2007 proboszczem parafii jest ks. kan. Jarosław Wacław Kulesza.

## Miejsca kultu

### Kościół parafialny
Obecny kościół parafialny pw. św. Katarzyny Aleksandryjskiej został zbudowany w latach 1823–1827, staraniem ks. Antoniego Wybranieckiego. Konsekracji dokonał w 1828 r. ks. Walenty Zawadzki, dziekan lipnowski. 

## Zasięg parafii

### Miejscowości i ulice
W granicach parafii znajdują się miejscowości:
- Białkowo,
- Ruziec,
- Sadykierz,
- Słonawy,
- Zaręba

oraz ulice w Golubiu-Dobrzyniu (cała dobrzyńska część miasta – tereny na północ od Drwęcy, znajduje się granicach golubskiej parafii):

- Bohaterów Kosmosu,
- Bohaterów Westerplatte,
- Bohaterów Września,
- Brzozowa,
- Charszewskiego,
- Cisowa,
- Dąbrowskiej,
- Drwęcka,
- Działyńskich,
- Dziewanowskiego,
- Gagarina,
- Grabowa,
- Majora Hubala,
- Jałowcowa,
- Jodłowa,
- Kalinowa,
- Katarzyńska,
- Kilińskiego,
- Klonowa,
- Konopnickiej,
- Kościuszki,
- Lipnowska,
- Malinowa,
- Mazowiecka,
- Mickiewicza,
- Miła,
- Młyńska,
- Modrzewiowa,
- Mostowa,
- Nowa,
- Obrońców Warszawy,
- PCK,
- Piaskowa,
- Piękna,
- Piłsudskiego,
- Polna,
- Prusa,
- Różana,
- Sienkiewicza,
- Sokołowska,
- Sosnowa,
- Sportowa,
- Stary Rynek,
- Stodólna,
- Strumykowa,
- Majora Sucharskiego,
- Szkolna,
- Szosa Rypińska,
- Świerkowa,
- Wojska Polskiego,
- Plac Tysiąclecia,
- Wrzosowa,
- Żeromskiego.